# Ribeira Brava (freguesia)
Ribeira Brava es una freguesia portuguesa del concelho de Ribeira Brava, con 17,50 km² de superficie y 5.941 habitantes (2001). Su densidad de población es de 339,5 hab/km².